# John Flynn (Politiker, 1894)
John Flynn (* 1894 in Cahersiveen, County Kerry, Irland; † 23. August 1968 in Dublin) war ein irischer Politiker der Fianna Fáil und gehörte als Teachta Dála (Abgeordneter) von 1932 bis 1943 und von 1948 bis 1957 dem Dáil Éireann, dem Unterhaus des irischen Parlaments, an.

## Biografie
Flynn war als Landwirt in Brackhill bei Castlemaine tätig. Er gehörte während des irischen Unabhängigkeitskriegs zur ersten Kerry-Brigade der IRA und war an einem Hinterhalt bei Ballymacandy (nahe Castlemaine) beteiligt, bei dem fünf Polizisten der Royal Irish Constabulary starben.
Flynn schlug sich nach dem Unabhängigkeitskrieg auf die Seite der Gegner des anglo-irischen Vertrages und wurde Battalionskommandant der zweiten Kerry-Brigade. In dieser Zeit war er mehrfach an Anschlägen auf die irischen Streitkräfte beteiligt.
Ab 1927 war er Mitglied des Kerry County Council. Er war zwischenzeitlich Hotelinhaber in Killarney.
Bei den Wahlen 1932 wurde er dann erstmals im Wahlkreis Kerry in den Dáil gewählt. Diesen Sitz konnte er bei den Wahlen 1933 halten. Als zu den Wahlen 1937 der Wahlkreis geteilt wurde, trat Flynn im Wahlkreis Kerry South an und konnte den Sitz auch bei den Wahlen 1938 verteidigen. Bei den Wahlen 1943 und 1944 trat er nicht an. Er war dann aus der Fianna Fáil ausgetreten und trat bei den Wahlen 1948 und Wahlen 1951 als unabhängiger Kandidat an und wurde gewählt. 1952 trat er der Fianna Fáil wieder bei. Bei den Wahlen 1954 konnte er seinen Sitz halten, verlor ihn aber bei den Wahlen 1957.